# Boog van de vrijheid
Boog van de vrijheid (Arco de la libertad) is een kunstwerk in de collectie van de Museum Chillida-Leku/Eduardo Chillida-Pilar Belzunce Stichting in Hernani, Spanje.
Het is een poort van cortenstaal ontsproten aan het brein van de kunstenaar Eduardo Chillida; daterend uit 1993. Voor die kunstenaar is niet alleen het gematerialiseerde deel van belang, maar ook de ruimte waarin die juist ontbreekt (lucht). Chillida gaf voor dit beeld dan ook de omschrijving van "leegte, omsloten door stalen balken met twee tegenover elkaar geplaatste cirkels", die als een soort dak dienen. 
De boog behoort tot de collectie van het Museum Chillida-Leku, maar was in de zomer van 2018 te zien in de Rijksmuseumtuinen, waar toen acht werken van Chillida te zien waren in een tentoonstelling samengesteld door Alfred Pacquemont, oud-directeur van Centre Pompidou. Het werk kwam per dieplader naar Amsterdam alwaar het per hijskraan op een speciaal daartoe gelegde fundering kwam te staan. Zonder die fundering zou het kunstwerk in de drassige Amsterdamse bodem verdwijnen. Ook voor de transportmiddelen moesten maatregelen getroffen worden; men was bang dat het dak van de parkeergarage onder het Museumplein het gewicht niet zou kunnen dragen. Bij de opstelling in de Rijksmuseumtuinen stond een bordje dat uitdrukkelijk uitnodigde tot het betreden van de poort. 
Chillida maakte in 1983 La puerta de la libertad; een beeld dat in Lichtenstein staat.